# Chicago (fiume)
Il fiume Chicago (in inglese Chicago River) è un fiume lungo 251 chilometri che scorre attraverso Chicago.
Sebbene non particolarmente lungo, è noto perché nel 1900, al fine di risolvere i problemi di inquinamento delle acque del Lago Michigan, la città intraprese un'innovativa impresa ingegneristica: il corso del fiume Chicago fu invertito grazie alla costruzione di un canale che lo collegò al fiume Illinois. Il fiume è famoso anche per il costume locale di colorarlo di verde per il giorno di san Patrizio.
Il 13 aprile 1992 il fiume è esondato.

## Ponti

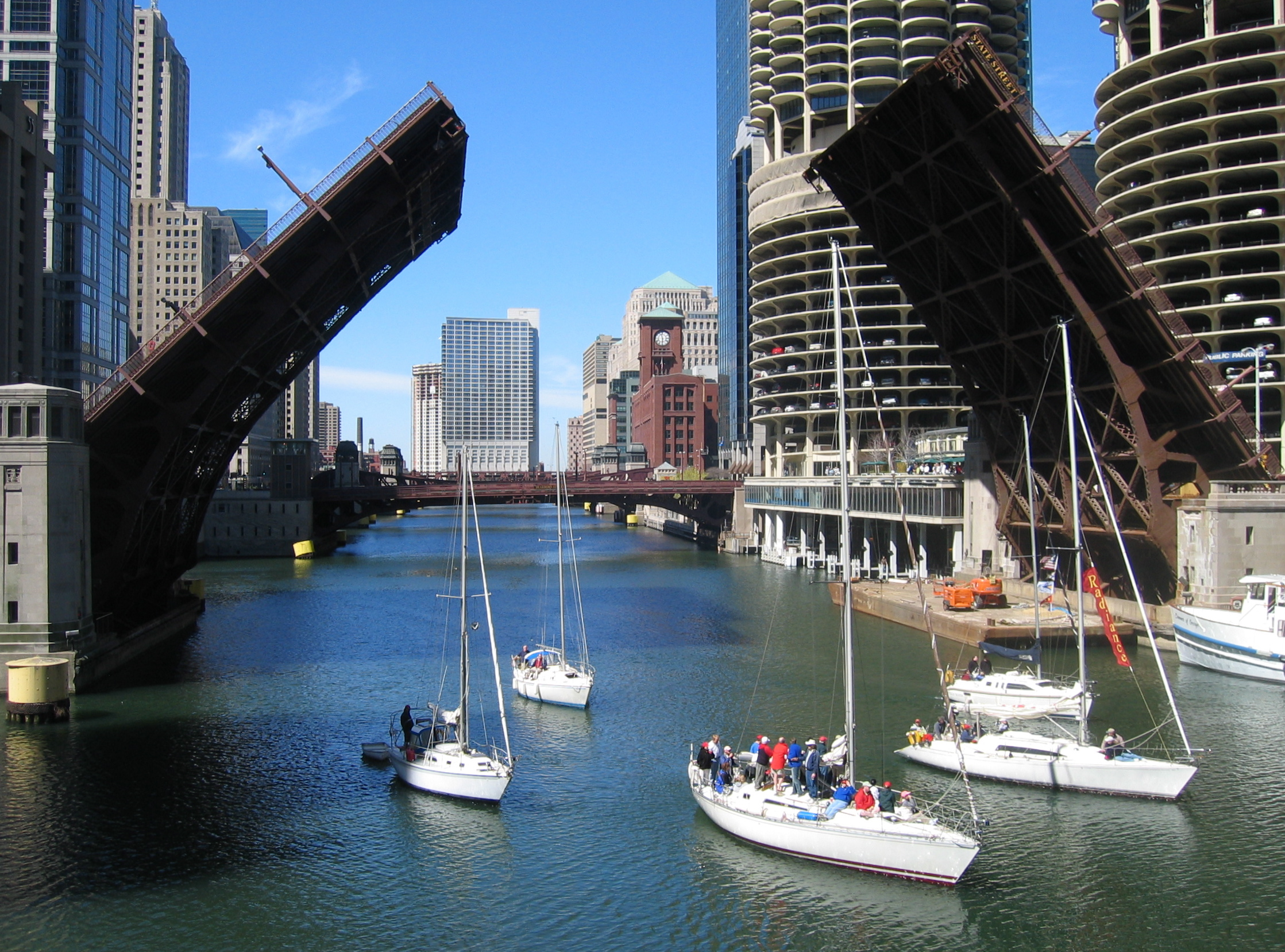
Il ponte mobile State Street Bridge di Chicago sull'omonimo fiume, sollevato per permettere il passaggio di imbarcazioni

I ponti che attraversano il fiume (il ramo sud) nel Chicago Loop:
- Harrison Street Bridge (1960)
- Congress Parkway Bridge (1955)
- Van Buren Street Bridge (1957)
- Jackson Boulevard Bridge (1917)
- Adams Street Bridge (1927)
- Monroe Street Bridge (1919)
- Madison Street Bridge (1922)
- Washington Street Bridge (1913)
- Randolph Street Bridge (1984)
- Lake Street Bridge (1915)
- Franklin Street Bridge (1919)
- Wells Street Bridge (1922)
- La Salle Street Bridge (1928)
- Clark Street Bridge (1929)
- Dearborn Street Bridge (1962)
- State Street Bridge (1948)
- Wabash Avenue Bridge (1930)
- Michigan Avenue Bridge (1920)
- Columbus Drive Bridge (1982)
- Lake Shore Drive Bridge (conosciuto originariamente come Outerlink Drive Bridge) (1936)
- South Canal Street Bridge (1950)
- Cicero Avenue Bridge (1965)